# Bénédicte Liénard
Pour les articles homonymes, voir Liénard.
Bénédicte Liénard, née à Frameries en 1965, est une artiste pluridisciplinaire belge. Son parcours croise l'écriture documentaire, la fiction, les installations vidéo et les expériences théâtrales.

## Biographie

### Formation
Bénédicte Liénard est née en 1965 à Frameries. Elle est la fille du ministre PSC Albert Liénard. Elle grandit à l'ombre des luttes ouvrières et avec l'idée de solidarité sociale.
Après des études de cinéma à l'Institut des arts de diffusion (IAD), section réalisation cinéma à Louvain-la-Neuve et un diplôme obtenu en 1988, elle réalise plusieurs courts métrages de création et de commande. Elle est ensuite assistante à la réalisation pour des films de Raoul Ruiz, Jaco van Dormael, Raymond Depardon et des frères Dardenne.
Elle est également titulaire d'un Master de réalisation documentaire de l’université de Poitiers.
Elle enseigne le cinéma depuis 2004 à l'IAD.
Elle participe au projet européen Atlas of transitions et propose à ses étudiants et étudiantes de participer à la mise en scène Sortir du noir au théâtre de Liège.
Bénédicte Liénard figure parmi les 125 réalisatrices belges qui dénoncent la sous-représentation des femmes dans le cinéma et réclament la parité.

### Réalisations
En 1997, après avoir créé un atelier d'expression par l'image en milieu carcéral, elle réalise Tête aux murs, un documentaire sur les parcours de quatre adolescents placés en institution par la justice.
En 2002, Une part du ciel, son premier long métrage de fiction est sélectionné en compétition à Cannes dans la section « Un certain regard » et dans d'autres festivals (Toronto, San Sebastian, New York…). Le film mêle fiction et documentaire et explore ces lieux d’enfermement que sont la prison et l'usine,,,.
Dix ans plus tard, son documentaire D'arbres et de charbon est concentré à la vie de sa famille dans le Borinage, autour d'un bosquet symbolique reçu en dédommagement d'un accident minier. Le film est sélectionné en compétition au festival Visions du réel (à Nyon en Suisse) en 2012,.

### Collaboration avec Mary Jimenez
Elle travaille à plusieurs reprises avec la réalisatrice Mary Jimenez avec laquelle elle coréalise Sobre las brasas (2013), l'histoire d’une femme en Amazonie péruvienne qui fait le choix de l’indépendance et de la liberté, Le Chant des hommes (2016), librement inspiré par de nombreux récits de personnes migrantes sans papiers,,.
By the Name of Tania est la troisième collaboration de Bénédicte Liénard et Mary Jimenez, un film entre fiction et documentaire qui raconte le parcours de Tania, qui tombe dans l'enfer de la prostitution au Pérou, sur base de témoignages réels. Il est présenté en compétition officielle lors du 34e Festival international du film francophone (prix spécial du Jury), sélectionné à la Berlinale, nommé pour les Magritte du cinéma en 2020, dans la catégorie Meilleur documentaire et lauréat du prix du meilleur long métrage international au Festival de Raindance,,,.
En 2019, elles créent encore « Sortir du noir » au théâtre de Liège, un travail engagé sur la réalité des flux migratoires qui associe intimement le spectateur. Cette œuvre est basée sur des récits récoltés en Tunisie par les deux réalisatrices et mêle de façon interactive l'image, le son, la performance vivante, le plateau de théâtre devenant le lieu de la parole des oubliés. La soprano Noma Omran interprète la douleur des mères.

## Filmographie

### Réalisatrice
- 1997 : Tête aux murs, documentaire
- 2002 : Une part du ciel, long métrage
- 2012 : D'arbres et de charbon, moyen métrage autobiographique à propos de sa famille qui prend soin d'un petit parc situé au pied d'un terril du Borinage.
- 2013 : Sur les braises, documentaire coréalisé avec Mary Jimenez
- 2015 : Le Chant des hommes, coréalisé avec Mary Jimenez
- 2019 : By the Name of Tania (Sous le nom de Tania), documentaire coréalisé avec Mary Jimenez
- 2019 : Sortir du Noir, coréalisé avec Mary Jimenez
- 2024 : Fuga, coréalisé avec Mary Jimenez

### Scénariste
- 2002 : Une part du ciel, long métrage

### Actrice
- 2007 : Je t'aime… moi non plus, documentaire de Maria de Medeiros : elle-même

## Distinctions

### Nominations
- 2002 : sélectionné dans la section Un certain regard au Festival de Cannes
- 2019 : Prix spécial du jury et Bayard de la meilleure photographie à Virginie Surdez au FIFF pour « By the name of Tania »[16],[17]

### Récompenses
- 2025 : Prix du jury pour Fuga au Festival Écrans mixtes de Lyon